# Neil Nugent
Neil Nugent (6 de noviembre de 1926 – 12 de abril de 2018) fue un jugador de hockey sobre hierba británico. Tuvo una única aparición en los Juegos Olímpicos, la cual fue en Helsinki 1952 donde vencieron en cuartos de final a Bélgica, perdieron en semifinales contra India y en el partido por la medalla de bronce vencieron a Pakistán. Jugó dos partidos como delantero pero, por culpa de una lesión, no pudo participar en el resto de partidos. Retrospectivamente, se le entregó la medalla en 2010, junto al resto de sus compañeros. 
Estudió en el St.George's College, Mussoorie, Uttarakhand - INDIA de 1934 a 1944. Posteriormente, en 1953, se reincorporó en la Royal Air Force. Falleció en abril de 2018 a los 91 años.